# 埃尔斯多夫 (下萨克森州)
埃尔斯多夫（德語：Elsdorf，發音：[ˈɛlsˌdɔʁf]）是德国下萨克森州维默河畔罗滕堡县的市镇，面积49.1平方千米，2023年12月31日人口为2,066人。